# بلو ريدج (جورجيا)
بلو ريدج (بالإنجليزية: Blue Ridge, Georgia)‏ هي مدينة تقع في مقاطعة فانين، جورجيا بولاية جورجيا في الولايات المتحدة. تبلغ مساحة هذه المدينة 5.6 (كم²)، وترتفع عن سطح البحر 537 م، بلغ عدد سكانها 1290 نسمة في عام 2010 حسب إحصاء مكتب تعداد الولايات المتحدة.

## أعلام
- فرد كرادوك
- جاك سي روبينسون

## وصلات خارجية
- Cities & Counties - Georgia.gov